# Mike Lewis (veslač)
Mike Lewis, kanadski veslač, * 15. april 1981, Victoria, Britanska Kolumbija.
Lewis je za Kanado nastopil na Poletnih olimpijskih igrah 2008 v Pekingu, kjer je kanadski lahki četverec brez krmarja osvojil bronasto medaljo.